# Шафранці
Шафранці (пол. Szafrańcowie) — польський шляхетський рід гербу Стариконь.
Походить прізвище, за Бартошем Папроцьким, від Жеґоти з Топорчиків, який, позбавлений родини та майна, коли приєднався до канцелярії краківського шамбеляна в 1100 році — узяв білого коня як герб, прізвище — Запшанець (пол. Zaprzaniec. У XIII столітті нове прізвище набуло форми Шафранец (Шафранєц, пол. Szafraniec і збереглося до 1608 року, коли останній представник роду чоловічої статі помер бездітним. Більш імовірно, що прізвище Шафранець походить від шафрану. Це жовто-помаранчева (червона) пряність, яка також використовувалася як барвник і була завезена до Польщі з Угорщини в середньовіччі. Відносно до людей вона позначала осіб з рудим волоссям — «шафран на голові». Першим дане прізвище почав використовувати Пйотр з Лучице (?1330—1398), що з'являється в джерелах послідовно з 1372 року..

## Представники
- Ян з Лучиці
- Жеґота Шафранець з Лонкти (пом. між 1385 і 1391)
  - Миколай Шафранець
    - Миколай

  - Завіша (пом. перед 1415)
    - Завіша
- Пйотр з Лучице та Пєскової Скали (?1330—1398) — підстолій краківський, стольник надвірний.
  - Томаш з Лучице
  - Констанція
  - N
  - Станіслав з Млодзейовиців
  - Ян (1363—1433) — краківський єпископ, підканцлер і канцлер коронний, ректор Краківського університету.
  - Пйотр (?—1437) — краківський підстолій, підкоморій, староста, воєвода, воєвода сандомирський, староста ленчицький, хенцинський, сєрадзький.
    - Катажина
    - Ельжбета
    - Пйотр (пом. 1441/1442) — крайчий надвірний, підкоморій краківський, староста жарновецький і сєрадзький.
      - Кшиштоф
      - Малґожата
      - Пйотр[pl] (пом. 1456 — підкоморій краківський, староста сєрадзький, лицар-розбійник (раубрітер).
        - Зофія
        - Кшиштоф (?1451—1484) — лицар-розбійник.
          - Гелена

        - Пйотр «старший»
        - Пйотр «молодший» (?—1508) — каштелян віслицький, мечник краківський, староста мальборський, сохачевський і радомський.
          - Зофія
          - Барбара
          - Урсула
          - Пйотр (пом. 1531/1532)
            - Станіслав[pl] (пом. 1598) - каштелян бецький і сандомирський, воєвода сандомирський, войський краківський, староста волбромський, протектор кальвінізму в Малопольщі.
              - Аґнєшка
              - Софія
              - Анджей (пом. 1608) - посол на Сейми, войський краківський, діяч Реформації; останній представник роду по чоловічій лінії.

        - Ян
        - Констанція
        - Станіслав (?—1525) — староста новокорчинський, сандомирський, хенцинський і сяноцький, підкоморій надвірний, краківський бурграб, каштелян сондецький.
          - Геронім (бл. 1490 — між 1554 і 1556) — королівський секретар, староста тлумацький, хенциньський, вольбромський.
            - Катажина
            - Анна
            - Зузанна
            - Зофія[pl] — дружина Миколая Олешніцького, протектора Реформації у Малопольщі; довгий час вважалася першою польською поеткою.
            - Пйотр
            - Барбара
            - Станіслав
            - Анна
            - Констанція
            - Миколай
              - Катажина
              - Анна
              - Зузанна